# Bortnyik Irén
Bortnyik Irén (Szászrégen, 1919. augusztus 3. – Marosvásárhely, 1993. február 12.) erdélyi festőművész. Nevének változatai: Barabás Istvánné, Barabás Bortnyik Irén.

## Életpályája
1932–36-ban a marosvásárhelyi Szabad Festőiskolába jár, ahol tanára Ciupe Aurel volt. Ugyanezek években minden nyáron a nagybányai festőiskola növendéke, ahol tanára Krizsán János. Férje Barabás István, nagybátyja Bortnyik Sándor. Az 1940-es évek közepétől az 1960-as évek végéig főleg családjának élt.

## Munkássága
A nagybányai festőiskola kihatott egész életművére. Főleg tájképeket és csendéleteket festett. 1980-ban és 1984-ben részt vett a gyergyószárhegyi "Barátság" Alkotótáborban.

### Mesterei
- Ciupe Aurel
- Krizsán János

### Egyéni kiállításai
- 1938, 1941 – Molnár Palota (Barabás Istvánnal), Marosvásárhely, Nagyszálló, Borszék
- 1943 – Erdélyi művészek kiállítása (Barabás Istvánnal), Marosvásárhely
- 1984 – Új Élet Galéria, Marosvásárhely
- 1984 – Művelődési Ház, Gyergyószentmiklós.

### Válogatott csoportos kiállítások
- 1947 – Művészek, Írók és Újságírók Vegyes Szakszervezete, Transsylvania Kiállítóterem, Marosvásárhely
- 1970, 1976, 1988, 1991, 1992 – Megyei kiállítás, Marosvásárhely
- 1974-78 – Nyári Tárlat, Kovászna
- 1984 – Gyergyószárhegy